# Чорногорія та євро
Чорногорія не має власної валюти. З 1996 року німецька марка була де-факто валютою у всіх приватних та банківських операціях  і вона була офіційно затверджена як валюта Чорногорії в листопаді 1999 року. Марка була замінена на євро в 2002 році  без отримання дозволу від Європейського центрального банку. Це означає, що євро не є там законним платіжним засобом, проте уряд та населення відносяться до нього як до такого.

## Історія
На початку ХХ століття, під час короткочасного Королівства Чорногорія, уряд запровадив чорногорський перпер з 1906 по 1918 рік. Проте паралельно використовувалися інші іноземні валюти, наприклад австрійська крона. З 1922 по 1941 рік у складі Королівства сербів, хорватів і словенців, пізніше відомого як Королівство Югославія, Чорногорія використовувала офіційну валюту країни — югославський динар.
Європейська комісія та ЄЦБ відтоді неодноразово висловлювали своє незадоволення одностороннім використанням євро в Чорногорії, а Амелія Торрес, прессекретар Європейської комісії, заявила: «Умови для прийняття євро зрозумілі. Це означає, перш за все, бути членом ЄС». Процес стабілізації й асоціації ЄС декларує, що «одностороннє запровадження євро не сумісно з Договором».
ЄС наполягає на суворому дотриманні критеріїв конвергенції (наприклад, витрати на принаймні 2 роки у системі ERM), які не підлягають обговоренню до прийняття євро, але які не були використані, щоб зупинити одностороннє використання євро в Чорногорії. ЄС висловив занепокоєння щодо державного боргу Чорногорії, який до 2011 року зріс до 57 відсотків ВВП.
Чиновники з Центрального банку Чорногорії неодноразово вказували на те, що європейські інституції очікують від них чіткого дотримання правил ERM, особливо через процес їх вступу до ЄС.> Нікола Фабріс, головний економіст Центрального банку Чорногорії, заявив, що ситуація була іншою, коли Чорногорія прийняла євро, і що інші держави, які розглядають односторонньо прийняття євро, такі як Хорватія та Боснія та Герцеґовина, зіткнулися б із санкціями від ЄС і це призупинило б їх процес приєднання до ЄС, якщо вони це зроблять.
17 грудня 2010 року Чорногорії було надано статусу кандидата до приєднання до Європейського Союзу. Очікується, що це питання буде вирішено шляхом переговорного процесу. ЄЦБ заявив, що наслідки одностороннього прийняття євро будуть прописані не пізніше можливих переговорів щодо приєднання до ЄС. Дипломати припускають, що навряд чи Чорногорія буде змушена вивести євро з обігу у своїй країні. Радойє Жугич, міністр фінансів Чорногорії, заявив, що «було б надзвичайно економічно нераціонально повернутися до нашої власної валюти, а потім пізніше знову повернутися до євро.»   Замість цього він сподівається, що Чорногорії буде дозволено зберегти євро та пообіцяв «уряду Чорногорії прийняти деякі певні елементи, які повинні виконати умови для подальшого використання євро, наприклад, прийняття фіскальних правил.» 
На відміну від офіційних членів єврозони, Чорногорія не має власної монети й тому не має особливого національного дизайну.

### Югославський динар

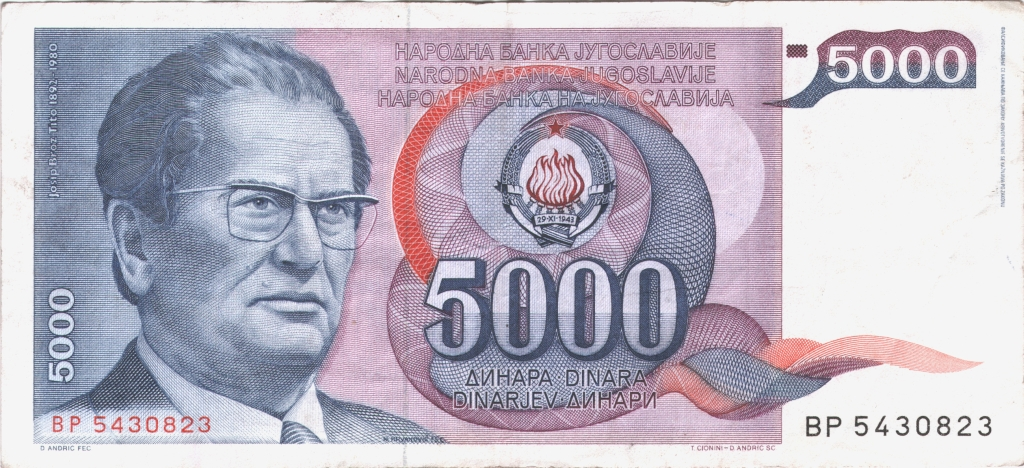
Банкнота номіналом 5000 динарів (1985)

Після того, як Чорногорія стала частиною Соціалістичної Федеративної Республіки Югославія після Другої світової війни, вона була прив’язана до югославської монетарної політики та використовувала югославський динар як офіційну валюту до 1999 року. Після розпаду СФРЮ у 1992 році колишні республіки-члени – Чорногорія та Сербія утворили Союзну Республіку Югославію. У новій країні монетарна система була повторно централізована, в результаті чого Національний банк Чорногорії втратив автономію і став регіональним офісом Національного банку Югославії зі штаб-квартирою в Белграді.
Був встановлений високий рівень грошово-фінансової централізації, якою легко маніпулювати і яка уможливила багато зловживань через відсутність будь-якої правової державної та фінансової дисципліни, що призвело до гіперінфляції в період 1992–1994 років. Після краху спільного ринку та одночасного початку війни в двох колишніх югославських республіках місячний рівень інфляції в Сербії та Чорногорії становив 50% у лютому 1992 року, досягнувши 100% у червні того ж року. Це спричинило сильну і тривалу гіперінфляцію, що призвело до спустошення регіону. Югославський динар вважається однією з найгірших валют світу.

### Німецька марка

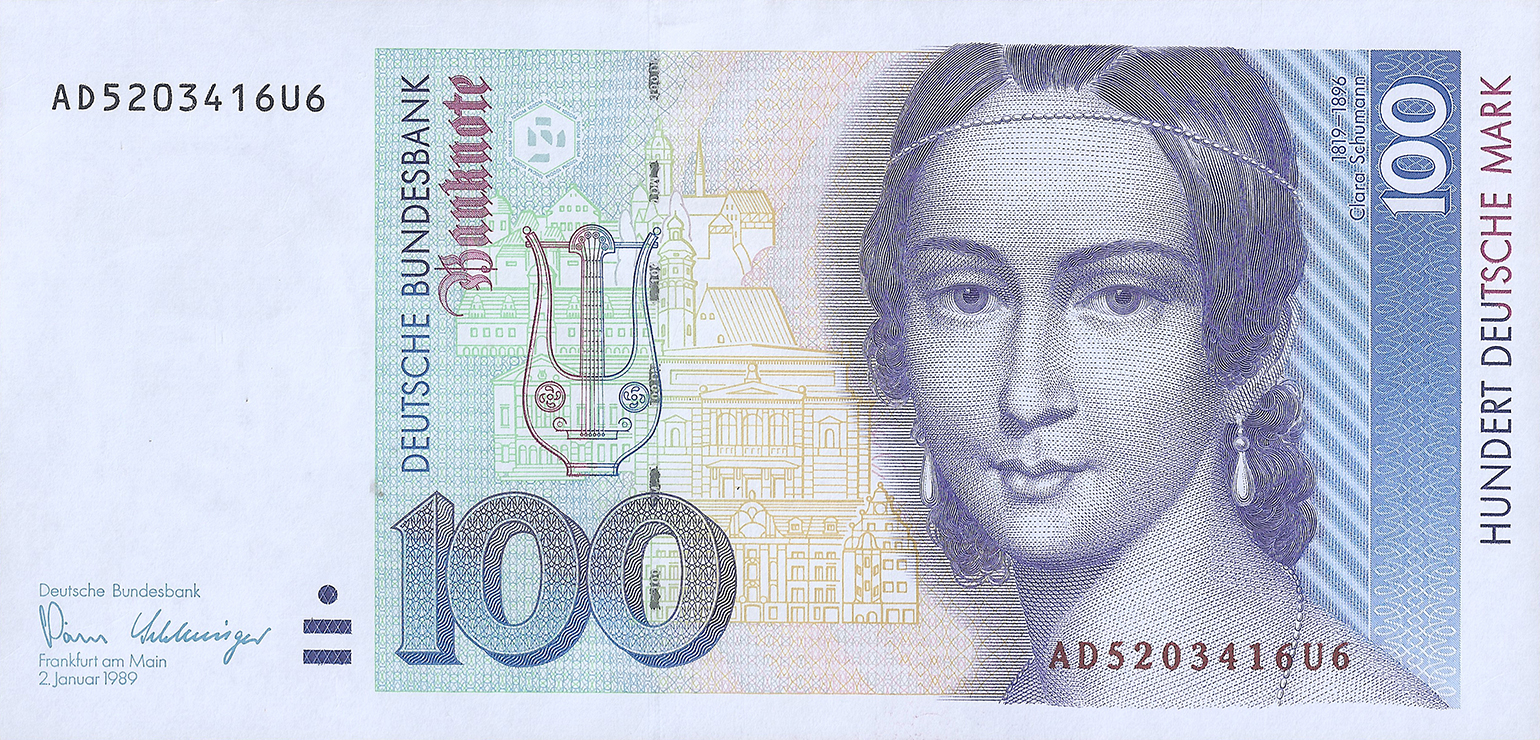
Банкнота номіналом 100 марок

На початку 1999 року уряд почав шукати шляхи захисту економічних інтересів Чорногорії та її грошової незалежности. Уряд встановив систему подвійної валюти, в якій використовувалися як динар, так і німецька марка. Рішення щодо цього було зумовлене переважно нестабільною, експансіоністською монетарною політикою Національного банку Югославії.
Запровадження доларизації, а також покращення ситуації в грошово-кредитному, фінансовому та банківському секторах Чорногорії призвели до підвищення довіри громадян до нового монетарного режиму. З січня 2001 року країна вирішила прийняти німецьку марку як єдиний законний платіжний засіб, оскільки в обігу була достатня кількість німецької марки, і з цієї причини не було необхідності використовувати динар як національну валюту.

### Євро

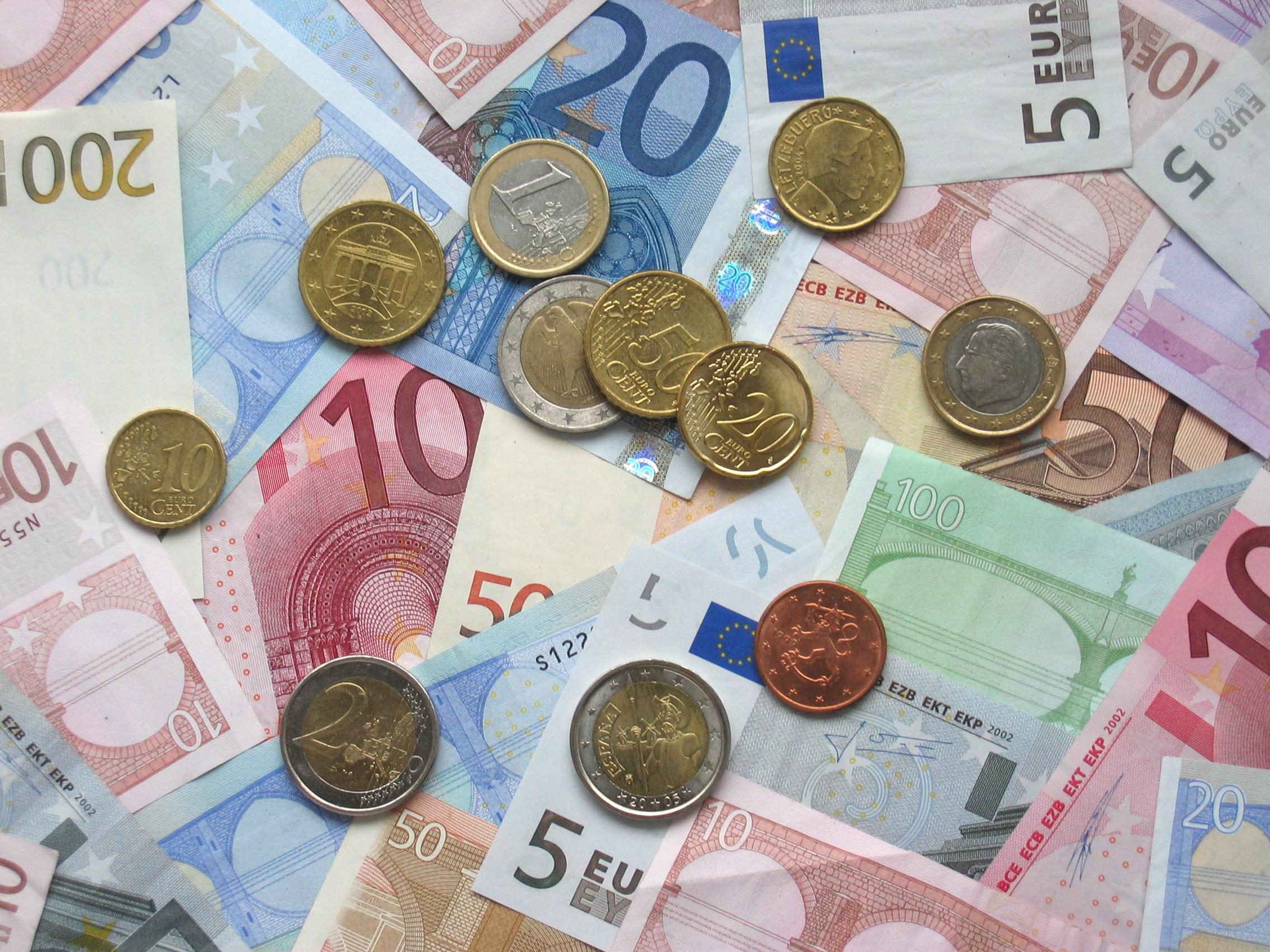
Євро монети та банкноти різних номіналів

1 січня 2002 року банкноти та монети євро були офіційно введені в обіг у багатьох європейських країнах, включаючи Німеччину, де німецька марка була офіційною валютою. Отже, німецька марка перестала бути законним платіжним засобом одразу після введення євро. Після цих подій на початку 2002 року Чорногорія ухвалила рішення офіційно та в односторонньому порядку прийняти євро, спочатку як паралельний законний платіжний засіб німецької марки, а з червня 2002 року як єдиний законний платіжний засіб. Основні мотиви були такими ж, як і раніше – забезпечити монетарну стабільність і надалі уникати високої/гіперінфляції, яка спостерігалася в попередні десятиліття. На сьогоднішній день між Чорногорією та Європейським центральним банком немає офіційних зв’язків чи угод, які б схвалили використання євро як офіційної валюти.

## Монети
Країни єврозони мають загальний реверс, що зображує карту Європи, але мають власний дизайн на аверсі, що означає, що кожна монета має в обігу різноманітні малюнки одночасно. Чотири європейські мікродержави (Андорра, Монако, Сан-Марино та Ватикан), які використовують євро як свою валюту, також мають право карбувати монети з власним малюнком на аверсі.
На відміну від членів єврозони, Чорногорія не має повноважень карбувати власні монети євро і, отже, не має власного національного боку використовуваних монет. Натомість вони залежать від купюр і монет, які вже знаходяться в обігу.

## Позиція ЄС
Коли Чорногорія почала використовувати євро як національну валюту, Європейський центральний банк спочатку не заперечував проти цього кроку. Однак з тих пір Європейська комісія та ЄЦБ висловлюють невдоволення одностороннім використанням євро Чорногорією, а в 2007 році речник Європейської комісії Амелія Торрес заявила, що «Умови для прийняття євро є зрозумілими. Це означає, перш за все, бути членом ЄС». Також в Декларації, що додається до Угоди про стабілізацію та асоціацію з ЄС, написано, що: «одностороннє введення євро несумісне з Договором». Незважаючи на те, що у 2010 році Чорногорія отримала статус офіційного кандидата, Європейський Союз продовжував піднімати питання про скасування Чорногорії євро. Однак згодом євроізація була визнана Європейською комісією через специфічний підхід, який враховує, що євроізація сталася через «надзвичайні обставини», які були в країні на момент введення євро. Внаслідок цього Чорногорія продовжує використовувати євро як законний платіжний засіб і сподівається якомога швидше приєднатися до Європейського Союзу.

## Чорногорська позиція
Представники Центрального банку Чорногорії неодноразово вказували на те, що європейські інституції очікують, що Чорногорія дуже суворо буде дотримуватися правил ERM в рамках процедур вступу до Європейського Союзу. У 2009 році Нікола Фабріс, головний економіст Центрального банку Чорногорії, сказав, що ситуація була іншою, коли вони ввели євро, і що інші держави, які на пізнішому етапі також розглядали можливість введення євро в односторонньому порядку, наприклад Боснія і Герцеговина, зіткнулися б із санкціями з боку ЄС і призупинили б процес вступу, якби вони продовжили.
Очікувалося, що суперечка щодо використання євро буде вирішена аналітиками під час переговорів про вступ. Дипломати зазначили, що навряд чи Чорногорія буде змушена припинити обіг євро в своїй країні. У 2013 році Радоє Зугі, міністр фінансів Чорногорії, сказав, що «було б економічно нераціонально повертатися до власної валюти, щоб потім повернутися до євро». Натомість він сподівається, що Чорногорії буде дозволено зберегти євро, і пообіцяв, що «уряд Чорногорії виконає деякі важливі умови для збереження євро, наприклад, дотримання фіскальних вимог».

## Поточний статус
У 2007 році Чорногорія підписала Угоду про стабілізацію та асоціацію з Європейським Союзом, потім подала заявку на членство в грудні 2008 року і нарешті отримала статус офіційного кандидата в 2010 році. У 2012 році Чорногорія стала першою країною з шести нинішніх західнобалканських держав, які розпочати переговори про вступ до ЄС і на сьогоднішній день, на думку багатьох чиновників, є лідером на шляху до членства в ЄС.
У рамках переговорів, що тривають, ЄС доведеться мати справу з цим безпрецедентним випадком, коли держава, яка вже використовує спільну валюту без виконання всіх обов’язкових економічних умов, прагне приєднатися до ЄС та єврозони. Ці умови (критерії конвергенції) викладені в статті 140 (1) Договору про функціонування Європейського Союзу з метою забезпечення готовності певної країни до інтеграції до валютного режиму зони євро. Існує 4 критерії економічної конвергенції:
1. Цінова стабільність: Рівень інфляції не може бути вище ніж на 1,5 відсоткового пункту вище рівня 3 найкращих країн-членів.
2. Здорові та стійкі державні фінанси: Державний дефіцит не може перевищувати 3% ВВП. Державний борг не може перевищувати 60% ВВП.
3. Стабільність валютного курсу: Кандидат повинен брати участь у механізмі обмінного курсу (ERM II) щонайменше 2 роки без значних відхилень від центрального курсу ERM II і без девальвації двостороннього центрального курсу своєї валюти щодо євро за той же період.
4. Довгострокові процентні ставки: Довгострокова процентна ставка не повинна перевищувати ставку на 2 відсоткові пункти 3 найкращих країн-членів з точки зору стабільності цін.

Крім того, для вступу в зону євро кандидати повинні також переконатися, що їхні національні закони та правила забезпечують незалежність їхніх національних центральних банків, а їхні статути відповідають положенням договорів та статутам Європейського Союзу. Центральний банк та Європейська система центральних банків.
Маастрихтський договір передбачає, що всі члени Європейського Союзу в кінцевому підсумку приєднаються до єврозони, як тільки будуть виконані критерії зближення.
На сьогоднішній день шлях Чорногорії до Європейського Союзу, а згодом і до членства в єврозоні залишається незрозумілим. Деякі експерти дотримуються думки, що в подібній ситуації критерії конвергенції мають бути встановлені як додаткова передумова членства Чорногорії в Європейському Союзі і повинні бути дотримані до вступу країни до Союзу.